# Rolando Anzilotti
Giuseppe Rolando Anzilotti (Pescia, 26 dicembre 1919 – Pescia, 2 aprile 1982) è stato un critico letterario, politico, partigiano e studioso di letteratura americana italiano.

## Biografia

### La formazione
Figlio di Mauro e Giulia Pacini, due ortolani che abitavano nei pressi della Porta Fiorentina, subito fuori dal centro di Pescia, non seguì la strada dei genitori perché, sin da piccolo, mostrò una spiccata attitudine allo studio. Dopo gli studi elementari a Pescia, frequentò il Ginnasio inferiore presso il Collegio di Soliera Apuana gestito dai Padri Francescani, poi conseguì la maturità classica al Liceo classico "Niccolò Machiavelli" di Lucca. Iscrittosi all'Università degli Studi di Firenze, conseguì la laurea in Lingue, a causa della guerra, nel 1946. Subito dopo la laurea, ma un po' per tutta la vita, l'Anzilotti compì numerosi viaggi negli Stati Uniti, per perfezionare le sue conoscenze linguistiche e letterarie.
Sin da giovanissimo, militò nelle organizzazioni giovanili cattoliche. Nel 1935, entrò nell'Azione Cattolica e fu presidente della Gioventù Italiana di Azione Cattolica (GIAC) della diocesi di Pescia dal 1939 al 1941.

### La lotta partigiana
Dopo l'8 settembre 1943, giorno dell'armistizio, l'Anzilotti entrò nella milizia partigiana di “Pippo”, al secolo Manrico Ducceschi, il comandante che operava sulle montagne di Lucca e Pistoia. Sarà proprio l'Anzilotti, molti anni dopo, in alcuni suoi scritti, a ricostruire la personalità di “Pippo” e far notare l'aspetto apartitico della lotta partigiana del Ducceschi, la cui brigata comprendeva uomini di matrice ideologica diversa, da quella cattolica, cui Anzilotti faceva riferimento, a quella liberale, da quella socialista, a quella comunista.

### Carriera politica

#### Sindaco di Pescia
Nel 1946, di pari passo con l'inizio della carriera accademica all'Università di Firenze, l'Anzilotti dette inizio alla sua vita politica, iscrivendosi alla Democrazia Cristiana. Nel 1951, si candidò alle elezioni comunali di Pescia, nelle file DC, risultando il candidato più votato. Il neoeletto consiglio comunale, a sorpresa, scelse Rolando Anzilotti come sindaco di Pescia, il più giovane nella storia della città (aveva trentadue anni). Anzilotti resse il governo di Pescia per un'intera legislatura, fino al 1956. Durante la sua permanenza in Municipio, Anzilotti, oltre a completare il processo di ricostruzione di Pescia dai danni della guerra, promosse varie opere di pubblica utilità. Nel 1951, fu inaugurato il nuovo Mercato dei Fiori, una struttura il cui progetto aveva ottenuto, nel 1949, il primo premio al concorso internazionale di architettura di San Paolo del Brasile. Nel 1955, fu la volta del nuovo stadio comunale. Nel 1953, fu organizzata la prima Biennale del Fiore, che negli anni successivi acquisterà sempre più successo di pubblico e di partecipazione degli operatori del settore.
La sua azione più ricordata, senza dubbio, il Parco di Pinocchio a Collodi, iniziato nel 1954 ed inaugurato nel 1956, alla presenza dell'allora Presidente della repubblica Giovanni Gronchi. Alla realizzazione del Parco parteciparono molti importanti architetti e scultori del tempo, da Consagra a Michelucci, da Porcinai a Zanuso. Dal 1952 sino alla morte, fu presidente della Fondazione Nazionale Carlo Collodi. Dal 1959 al 1961 fu segretario provinciale della Democrazia Cristiana di Pistoia.

#### Deputato
Nel 1958, dopo anni d'impegno nel consiglio comunale di Pescia e di totale immersione negli studi letterari, Anzilotti si candidò alle elezioni politiche, sempre nelle file della Democrazia Cristiana, risultando il primo dei non eletti alla Camera dei deputati, nel collegio di Firenze-Pistoia. Fece ingresso in parlamento per surroga nel 1961 e vi rimase sino al 1963.

### L'impegno accademico
Nel 1969, Anzilotti ottenne la cattedra di letteratura anglo-americana presso all'Università di Pisa. Lì proseguì le sue ricerche sull'opera di Robert Lowell, poeta statunitense cattolico, ed, inoltre, approfondì le sue riflessioni sulla diffusione e l'influsso di Giuseppe Giusti nel mondo anglosassone. È stato lettore d'italiano alla Bloomington, Ill., Usa, e collaboratore delle riviste La Fiera italiana, Rassegna lucchese, Rivista di letteratura moderna e contemporanea, Approdo Letterario. Ha curato la traduzione di due saggi del settimo volume dell'Opera Omnia di Luigi Sturzo "Del metodo sociologico". Gli anni settanta ed i primi anni ottanta portarono ad Anzilotti numerose soddisfazioni, tra cui l'attribuzione, nel 1981, del Cherubino d'Oro, la massima onorificenza dell'Università di Pisa.
Fu tra i fondatori dell'Universitas "Coluccio Salutati" di alti studi a Pescia, un'istituzione accademica che ebbe breve durata.
Nel 1982, all'età di 63 anni, Anzilotti morì.

## Opere
- Storia della letteratura americana, Milano, Vallardi, 1957.
- La poesia di A. E. Housman : con la traduzione in appendice della conferenza del poeta su Il nome e la natura della poesia, Firenze, LEF, 1958.
- Ricordo di Carlo Magnani, Pescia, a cura della Fondazione nazionale Carlo Collodi, 1966.
- Studi e ricerche di letteratura americana, Firenze, La Nuova Italia, 1968.